# Kruščić
Kruščić (serbisch-kyrillisch Крушчић, ungarisch Veprőd, deutsch Weprowatz) ist eine Ortschaft in Serbien. Sie gehört zu der Gemeinde Kula im Okrug Zapadna Bačka in der autonomen Provinz Vojvodina.

## Name

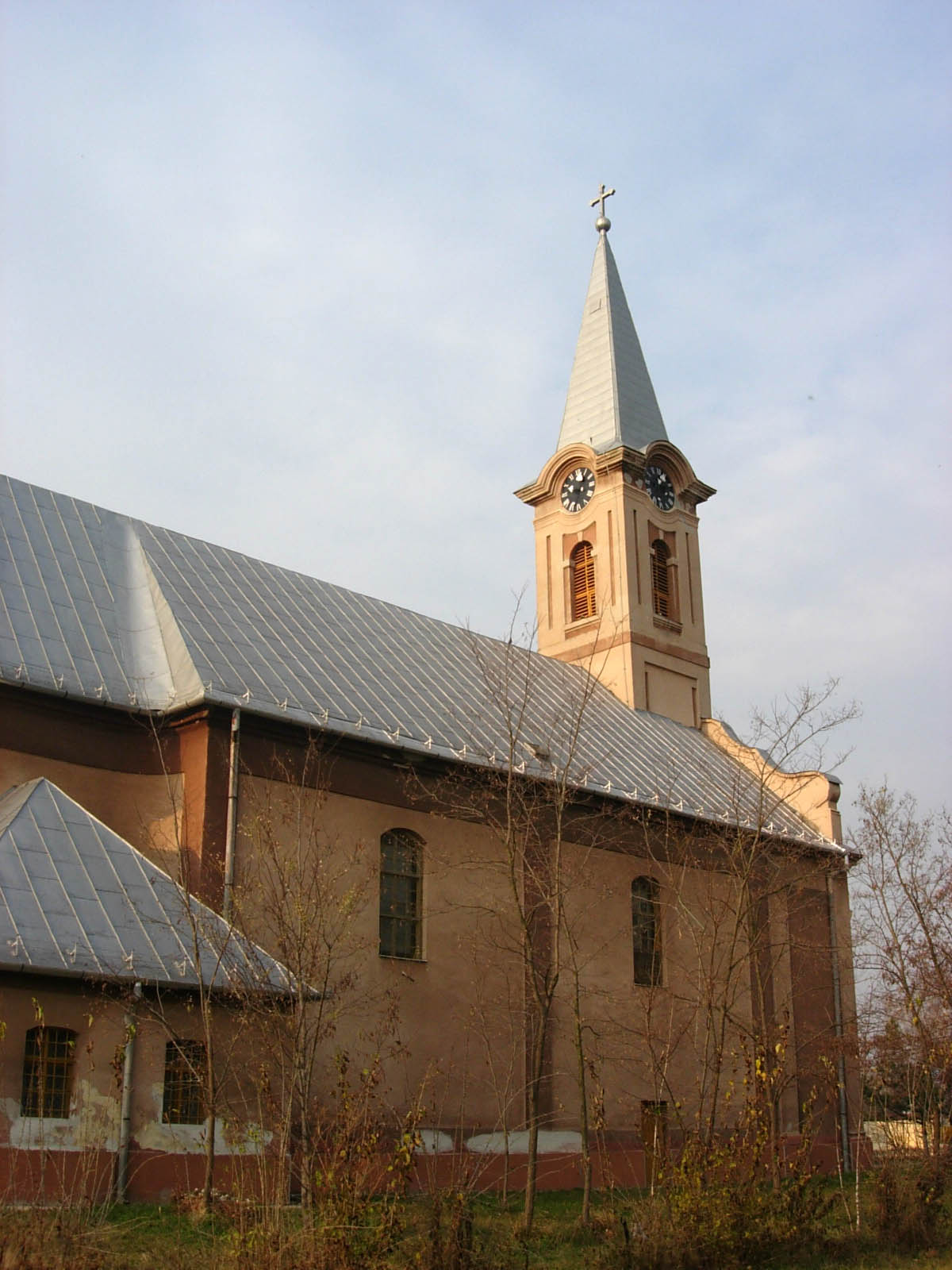
Die Römisch-katholische Kirche St. Stefan von Ungarn

Vor dem Zweiten Weltkrieg lautete der Name der Ortschaft Veprovac (Вепровац). Im Jahre 1950 wurde der Ort nach Vukman Kruščić (1909–1942) umbenannt, einem Volkshelden, der am 20. Januar 1942 zusammen mit anderen jugoslawischen Partisanen von Tschetniks des Pavle Đurišić gefangen und getötet wurde.

## Bevölkerung
Laut Zensus 2002 setzt sich die Bevölkerung in Kruščić aus vielen Nationalitäten wie folgt zusammen:
- 768 (32,64 %) Montenegriner
- 744 (31,62 %) Serben
- 280 (11,90 %) Ungarn
- 149 (6,33 %) Ukrainer
- 99 (4,20 %) Russinen
- 74 (3,14 %) Kroaten
- 45 (1,91 %) Jugoslawen
- 10 (0,42 %) Deutsche
- 8 (0,33 %) Mazedonier
- 5 (0,21 %) Slowaken
- 4 (0,16 %) Slowenen
- 2 (0,08 %) Bulgaren
- 2 (0,08 %) Albaner
- 1 (0,04 %) Russen
- 1 (0,04 %) Rumänen
- 1 (0,04 %) Bunjewatzen
- 1 (0,04 %) Bosniaken
- 22 (0,93 %) unbekannte Nationalität

## Geschichte

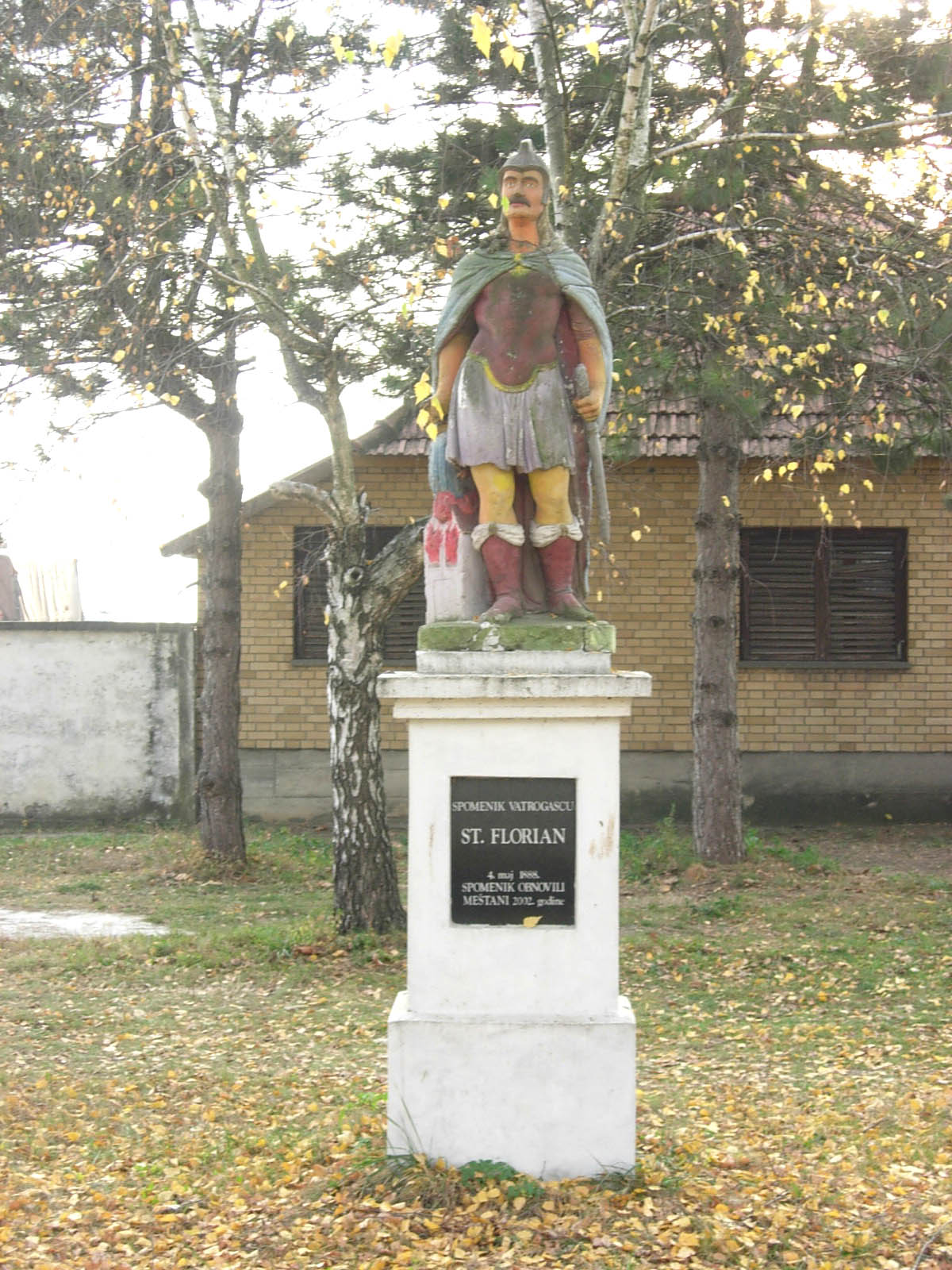
Statue des Hl. Florian, errichtet 1886

Weprowatz erhielt seinen Namen wohl nach 1526 von Slawen, nachdem die Türken das Gebiet eroberten und besetzt hielten. Bereits in altungarischer Zeit gab es möglicherweise eine dörfliche Siedlung auf der Gemarkung von Weprowatz.
Nachdem das österreichische Heer unter Prinz Eugen von Savoyen das Land von den Türken befreit hatte, begann Wien mit einer Wiederbesiedelung der durch die Türkenkriege entvölkerten Gebiete des Erb-Königreiches Ungarn. Kaiser Leopold I. setzte zu diesem Zweck 1689 eine Kommission unter Kardinal Ferdinand Graf Kollnitsch ein, die im gleichen Jahr das Impopulationspatent samt Ausführungsbestimmungen erarbeitete.
Die neu angesiedelten Menschen erhielten ursprünglich den Feldbesitz zur vorläufigen Nutznießung, unter Kaiser Joseph II. aber gingen Haus und Hof samt Inventar und Grundbesitz (der eine Art Erbpacht war) in das Eigentum der Siedler über.
Im Jahre 1758 wurde das Dorf durch ungarische und slowakische Kolonisten besiedelt. In dem in Ost-West-Richtung angelegten ungarischen Dorf mit 130 Häusern wurde 1763 auch die römisch-katholische Kirche als gestampfter Lehmbau errichtet. Schon 21 Jahre später wurde dieser Lehmbau durch einen Neubau ersetzt, der dem Hl. Stefan von Ungarn, geweiht ist und heute noch das Dorf überragt. Die Slowaken gingen Anfang des 19. Jahrhunderts durch Assimilierung im Ungarntum auf.
1786 wurden deutsche Kolonisten in einem eigenen Ortsteil angesiedelt, der „deutsches Dorf“ genannt wurde. Grundlage der Ansiedlung waren verschiedene Erlasse staatlicher Stellen. 1886 zerstörte eine verheerende Feuersbrunst das halbe Dorf, zum Gedenken wurde im selben Jahr die Statue des Hl. Florian im Dorf errichtet.
Im November 1944 gab es ein Massaker an der deutschen Bevölkerung. Viele Deutsche konnten vor dem Massaker fliehen. 

## Persönlichkeiten
- Adam Krämer (1906–1992), deutscher Verbandsfunktionär, Jurist und Autor